# Почтовый (Константиновский район)
Почто́вый — хутор в Константиновском районе Ростовской области России.
Административный центр Почтовского сельского поселения.

## Население
| 2010 |
| ---- |
| 444  |

## Улицы
| - пер. Вишневый, - ул. Забалочная, - пер. Заречный, - пер. Кленовый, | - ул. Молодёжная, - ул. Ореховая, - пер. Прохладный, - ул. Садовая, | - ул. Степная, - ул. Центральная, - ул. Школьная, - ул. Шоферская. |